# Màquina de Rube Goldberg

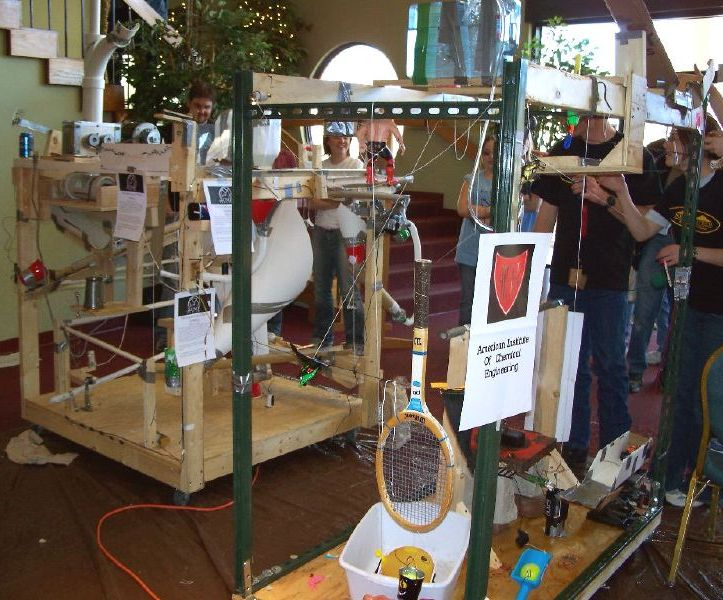
Màquina de Rube Goldberg desenvolupant una simple tasca d'una manera complexa.

Una màquina de Rube Goldberg és un aparell excessivament sofisticat que acompleix una tasca molt simple d'una manera deliberadament molt indirecta i elaborada, normalment fent ús d'una reacció en cadena. Rube va idear i va dibuixar diversos d'aquests patafísicos dispositius, que generalment tenien al menys deu passos i que s'anaven desencadenant un darrere l'altre. Els millors exemples de les seves màquines tenien un factor d'anticipació, on ja s'havia calculat i previst amb antelació com hauria de funcionar exactament la màquina quan s'activés.
Primer va aparèixer en el Webster's Third New International Dictionary, definida com: «dur a terme alguna cosa, d'una manera redundant extremadament complexa, que realment o aparentment podria ser fet d'una manera simple». L'expressió s'ha datat com a originada als EUA al voltant de 1930, per descriure les il·lustracions d'"absurdes màquines connectades" de Rube Goldberg. Des de llavors, el significat de l'expressió s'ha ampliat per denotar qualsevol forma de sistema excessivament confús o complicat. Per exemple, en títols de notícies recents s'inclouen: És el representant Bill Thomas, el Rube Goldberg de la reforma legislativa? i L'Assegurança de retir com una màquina de Rube Goldberg.

## Concurs de màquines

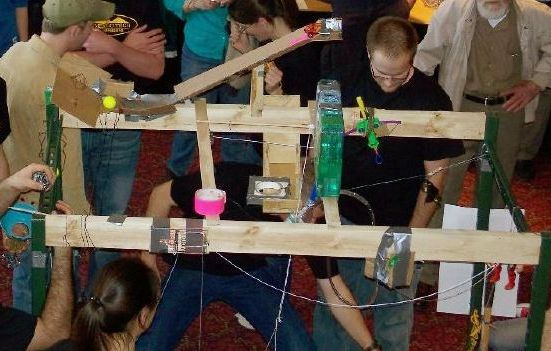
Molts dissenyadors de màquines de Rube Goldberg participen en competicions, com aquesta en Nou Mèxic.

A principis de 1987, la Universitat de Purdue a Indiana va començar la competició nacional anual del Concurs de Màquines de Rube Goldberg, organitzat pel Phi de Theta Tau, la Fraternitat Professional d'Enginyeria Nacional.
El concurs és patrocinat per la Fundació Educativa Theta Tau. Mostra als equips dels col·legis i universitats a la I.I.O.O. (India International Optical & Ophthalmology Expo)construint màquines inspirades per la historieta de Rube Goldberg. La selecció de la màquina guanyadora es basa en la capacitat d'aquesta d'acabar les tasques especificades pel desafiament usant el mínim de passos com sigui possible i sense cometre una sola falta. També és imperatiu que les màquines segueixin la temàtica establerta.

## Altres expressions similars a nivell internacional
- A Gran Bretanya, aquests dispositius s'anomenen Màquines de Heath Robinson, ja que l'il·lustrador britànic també va dibuixar maquinària còmica fantàstica similar, vigilada per homes amb ulleres i un mico. Vegeu també Roland Emett, que va crear moltes màquines d'aquest tipus, com la Màquina del Desdejuni a la pel·lícula Chitty Chitty Bang Bang.
- A Dinamarca, s'anomenen Storm P maskiner pel dibuixant danès Robert Storm Petersen.
- Al Japó, es diuen ピタゴラ装置 (pitagora suicchi), que significa Màquina Pitagòrica.
- A Espanya, la revista TBO tenia una secció, Els grans invents del TBO, atribuïts a la ficció a un tal Profesor Franz de Copenhague, en la qual es descrivien aparells molt semblants als de Goldberg; per aquest motiu aquest tipus de màquines sovint són denominades col·lectivament "els invents del TBO". Encara que a la realització d'aquesta secció van participar diversos autors, aquesta s'associa sobretot amb el dibuixant català Ramón Sabatés. Tampoc hem d'oblidar els forgendros, màquines absurdes inventades pel dibuixant Antonio Forges de Pablo, Forges. Aquest tipus de construccions s'han fet populars al programa d'humor El Hormiguero; la secció en què es realitzen màquines a l'estil de Goldberg és coneguda com L'Efecte papallona, malgrat ser dos conceptes totalment diferents.
- El dibuixant i contacontes noruec Kjell Aukrust va crear un personatge d'historieta anomenat Reodor Felgen qui constantment inventava construir maquinària complexa. Malgrat ser construïda sovint a partir de peces inversemblants, sempre funcionava molt bé. Felgen va saltar a la pantalla com l'inventor d'un cotxe extremadament poderós però excessivament complex.
- Un altre fenomen relacionat és l'art japonès anomenat chindogu, que tracta sobre la ideació d'invents que, aparentment, són la solució ideal a un problema particular, però que en la pràctica resulten tan inapropiats o absurds que no acaben tenint cap mena d'utilitat.

## Màquines de Rube Goldberg en els mitjans
- En la sèrie de curts i llargmetratges Wallace i Gromit de Nick Park, les invencions d'en Wallace són clarament de tipus Rube Goldberg. Una broma recurrent en La gran excursió, Els pantalons equivocats, Un rapat apurat i La maledicció de les verdures són els artefactes absurds que Wallace inventa. Alguns exemples són "la màquina Knit-O-Matic" de Wallace o el dispositiu que catapulta melmelada sobre una torrada com si aquesta saltés d'una torradora.
- En la sèrie de dibuixos Futurama, el Professor Hubert Farnsworth sovint fa funcionar maquinària enorme i complexa de manera exagerada i dramàtica per produir coses simples com un nas que brilla a la foscor.
- Els dispositius de Rube Goldberg apareixen amb freqüència a les pel·lícules de Jean-Pierre Jeunet, tant amb el seu soci Marc Car com sense ell. Un tema recurrent en Delicatessen és el personatge Aurore intentant matar-se usant tals dispositius, els quals mai funcionen i l'obliguen a viure un altre dia. A la ciutat dels nens perduts, abunden màquines similars, incloent-hi una famosa escena en la qual la llàgrima d'una noia petita acciona una sèrie d'esdeveniments que acaba causant un naufragi. Les pel·lícules Amélie i Llarg diumenge de festeig tracten aquest tema en profunditat, movent-se de l'ambient fisiològic al metafísic.
- A la pel·lícula Destino final, així com en les seves seqüeles Destino final 2 i Destinació final 3, la manera en què la "mort" localitza i mata a les seves víctimes s'assembla a les mortals màquines de Rube Goldberg.
- La sèrie de televisió Els 4400 fa ús d'un element argumental basat en l'"efecte d'ondulació" de Rube Goldberg.
- Bernard Werber també utilitza una metafòrica màquina de Rube Goldberg per "corregir" un problema en Els Thanatonautas.
- El videoclip "Lazy" de X-Press 2 mostra un home que per no moure's fa servir una màquina que acompleix totes les tasques per ell a través de corrioles i pesos.
- En el llibre de 1999 Florida Roadkill de Tim Dorsey, el personatge principal, un assassí en sèrie anomenat Serge A. Storms, empra un dispositiu de Rube Goldberg usant una tira de filferro, un motor elèctric, una llauna de cervesa, i l'ona expansiva produïda per un llançament de la llançadora espacial per matar a un home amb una escopeta. En un llibre posterior de la sèrie, Triggerfish Twist, fa servir un altre dispositiu semblant mitjançant filferro, gasolina, dues fanales d'il·luminació, i un cèrcol per cremar a algú fins a la mort.
- En la sèrie de dibuixos Pare de família, Peter Griffin fa servir una màquina de Rube Goldberg (una gairebé exactament igual a la màquina de desdejuni de Pee-wee's Big Adventure), que dispara a Peter còmicament amb una arma en comptes de fer el desdejuni.
- Les màquines de Rube Goldberg són emprades sovint pel Tom a Tom i Jerry.
- El curt dels Looney Tunes "Hook, Line, and Stinker" (traduït com "Amb tot l'equip") acaba amb el personatge del Coiot intentant fer servir una màquina de Rube Goldberg per capturar al Correcamins. Molts altres curts dels Looney Tunes i de Merrie Melodies emplean aquests dispositius.
- La pel·lícula de 1990 Back to the Future III ofereix una versió del Salvatge Oest d'un dispositiu de Rube Goldberg. Un dels personatges principals, Dr. Emmett "Doc." Brown (Christopher Lloyd), es transporta enrere en el temps l'any 1885, on ell treballa com a ferrer. Quan és "rescatat" per Marty McFly (Michael J. Fox), ell està treballant en una màquina de vapor enorme. La màquina mesura fàcilment de 3 a 4 metres d'alt, sense idea immediata quant a la seva funció. Quan està engegat, se sacseja i gemega i emet xiulades i el vapor sona (pensi en un sorollós motor de vapor) per prop de 20 segons. Quan queda en silenci, produeix dos petits pedaços de gel de forma irregular; és una màquina de gel. Hi ha una altra escena en la primera pel·lícula on hi ha una altra màquina de Rube Goldberg que Doc utilitza per alimentar al seu gos Einstein.
- En la pel·lícula de 1990 Sol a casa i en les seves tres seqüeles trobem sovint al personatge principal fent ús de dispositius de Goldberg per atrapar i retardar el progrés dels lladres que intenten desvalisar la seva llar.
- Els artistes suïssos David Weiss i Peter Fischli van produir una pel·lícula en 1987 titulada ''The Way Things Go'', que documenta els moviments d'una instal·lació d'art cinètic a l'estil Goldberg a gran escala.
- Tim Fort, un artista cinètic de Minnesota, crea atuells de reacció en cadena que són evocadors del dòmino que cau i els atuells clàssics de Rube Goldberg. Els seus atuells són capaços de fer tasques simples tals com tocar música amb ampolles plenes d'aigua o executar animacions amb un dispositiu que s'assembla al que utilitzem per veure una pel·lícula dibuixada presa a presa en un llibre passant les seves fulles molt ràpid. Actualment, està explorant la idea de fer funcionar una calculadora numèrica usant únicament tècniques de l'art cinètic.
- En la pel·lícula de 1985 ''Pee Wee's Big Adventure'', Pee Wee usa un dispositiu de Rube Goldberg per fer el seu desdejuni, i aquest mateix dispositiu va ser presentat més endavant en Big Fish com el treball per al campionat de ciència del personatge principal. Una altra pel·lícula de 1985, Els Goonies, també va presentar diversos dispositius de Rube Goldberg, tant mostrant usos pràctics (obrir la porta davantera per deixar que algú entri), com deixant anar paranys.
- Una màquina de Rube Goldberg apareix en el musical de Broadway ''Hairspray''; s'utilitza per tancar la tenda d'articles de broma de Wilbur Turnblad a Baltimore.
- En el vídeoclip de An Honest Mistake per The Bravery apareix una màquina de Rube Goldberg que encén una fletxa en flames.
- En l'episodi "The Goldberg Variation" de la setena temporada de The X-Files Fox Mulder i Dana Scully coneixen a un home que té una gran quantitat de bona sort que es manifesta com una classe de dispositiu de Rube Goldberg, amb esdeveniments improbables combinant-se per efectuar cert resultat.
- En un episodi de la sèrie de dibuixos ''Taz-Mania'' els germans de Platypus van crear un dispositiu de Rube Goldberg, el propòsit final del qual era alertar a un dels germans per dur a terme una acció que la màquina per si mateixa podria haver fet fàcilment.
- En un esbós d'"el Xou d'Andy Milonakis", Andy crea un dispositiu de Rube Goldberg per encendre el seu llum de lectura (a un metre de distància d'ell). La màquina consta de globus, diverses joguines, boles de jugar a les bitlles, i el seu amic Larry.
- En un curt fragment d'un episodi de ''Animaniacs'', titulat "El Gizmo de Wakko", Wakko crea i prepara una elaborada màquina de Rube Goldberg per aplanar un amortidor del whoopie.
- En l'especial de Nadal del programa de televisió ''Caçadors de mites'', Jamie i Adam construeixen una màquina de Rube Goldberg que comença introduint mentos a unes ampolles de gasosa dietètica i acaba tirant a Buster d'una cadira.
- La banda d'indie pop, Mans de Talp, utilitza una màquina de Rube Goldberg en el vídeo musical de la seva cançó "És lleig", pertanyent al seu àlbum de 2007 ''Ortopèdies Boniques'', amb la qual el protagonista duu a terme el seu suïcidi.
- La banda d'indie rock, OK Go, fa servir una màquina de Rube Goldberg en el vídeo musical de la seva cançó "This Too Shall Pass", sent aquest vídeo un dels més vists de YouTube en el 2010.
- La marca d'actuacions Profunda va realitzar un comercial per al seu model Profunda Accord que mostra a les parts de l'automòbil interactuant les unes amb les altres de forma similar a una màquina de Rube Goldberg.
- La sèrie de televisió nord-americana "Elementary" en la seva seqüència d'obertura mostra una màquina de Rube Goldberg.
- En 2013 la cadena de cinemes veneçolana Cinemes Units va fer ús de la màquina de Rube Goldberg per a la seva presentació en pantalla a les sales de projecció estàndard.
- En el llibre Splintered de A.G. Howard es fa referència a les màquines de Rube Goldberg, dient que eren instruments complicats que realitzaven accions senzilles d'una manera enrevessada.

## Màquines de Rube Goldberg en els videojocs
- El 1993, Sierra Entertainment va llançar el joc d'ordinador The Incredible Machine, dissenyat al voltant del concepte de Rube Goldberg. Van treure tres jocs més de la sèrie, The Even More Incredible Machine, Return of the Incredible Machine: Contraptions, i The Incredible Machine: Even More Contraptions.
- A Alemanya la companyia de videojocs PepperGames continua produint i venent jocs que segueixen el concepte de Rube Goldberg. Els seus noms són Crazy Machines, Crazy Machines - Neue Herausforderungen i Crazy Machines - Neues aus dem Labor.
- Una popular funció de Garry's Mod, un mod per al joc d'ordinador Half-Life 2, li permet manipular objectes i personatges dins d'un ambient físic. És un exemple contemporani on és comú el principi de la màquina de Rube Goldberg. Els paranys o màquines elaborades poden ser construïdes pel jugador usant una gamma d'objectes pertanyents al joc. Les invencions resultants es graven i sovint es poden descarregar de pàgines web de jocs.[Enllaç no actiu]
- En l'escena del clot d'àcid de Monkey Island 2, apareix un parany de l'estil de Rube Goldberg. Hi havia també un joc de C64 de mitjan anys vuitanta anomenat Creative Contraptions, similar a The Incredible Machine, però molt més simple, més curt i més fàcil.
- El joc Armadillo Run té com a objectiu construir una maquinària a l'estil de les Màquines de Rube Goldberg per portar un armadillo a una determinada zona, utilitzant per a això diversos tipus de materials i objectes, cadascun d'ells amb les seves propietats físiques.

## Altres referències
- Ideal Novelty and Toy Company va llançar un joc de taula anomenat Mouse trap (parany del ratolí) el 1963 basat en les idees de Rube Goldberg (actualment aquest joc és fabricat per Hasbro).
- LambdaMOO conté un treball de la Màquina de Rube Goldberg, que es pot trobar generalment en la Coberta de la Piscina.